# Viale dei Colli
Il viale dei Colli è un sistema viario fiorentino, che attraversa i colli che cingono il rione centrale di Oltrarno.

## Storia
Il progetto e la realizzazione della lunga "passeggiata" da Porta Romana al ponte San Niccolò sono parte integrante dei lavori commissionati a Giuseppe Poggi nell'ambito del piano di ampliamento di Firenze, che nel 1865 era divenuta capitale del Regno d'Italia.
I lavori sono minuziosamente descritti nel capitolo VII della relazione redatta dallo stesso Poggi "sui lavori per l'ingrandimento di Firenze": le attenzioni paesaggistiche, le fasce di rispetto da osservare lungo il percorso, gli accorgimenti tecnici da seguire, l'aggiornamento idrico per le fontane e le piante previste, tutto è studiato e risolto.
Fra il 1890 e il 1935 il viale ospitò i binari della tranvia del Chianti, che collegava Firenze con San Casciano in Val di Pesa e Greve in Chianti.

## Descrizione
La larghezza dei viali è compresa fra i 16 e i 18 metri, e tra il marciapiede ed il viale venne prevista una "piantata" larga 2 metri, che ne aumenta l'ampiezza. Lungo il percorso, che ha una pendenza compresa fra l'1 e il 3,8%, si incontrano alcuni giardini con gazebo e chalet che all'epoca offrivano "tutte le ricreazioni possibili".

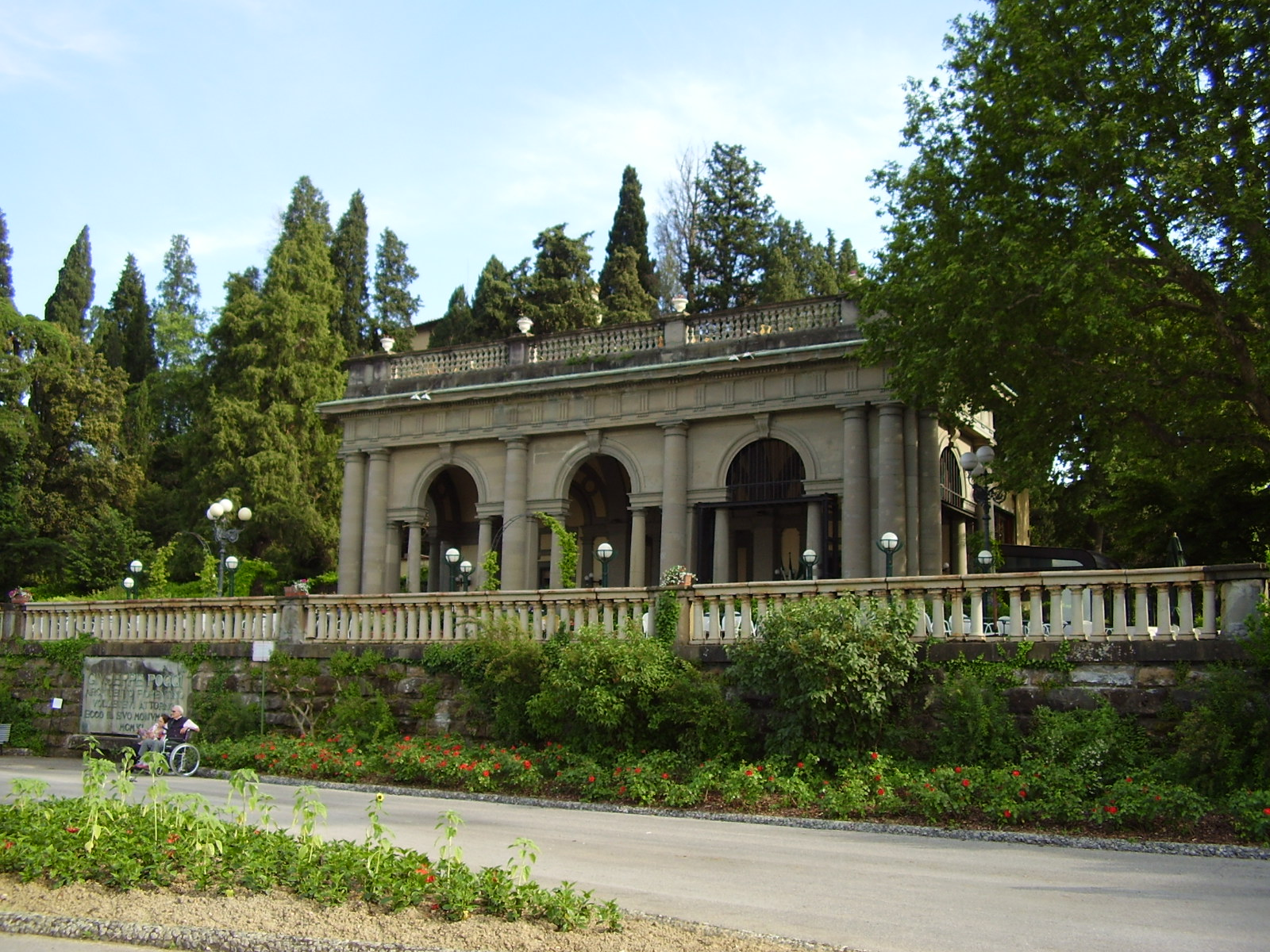
La loggia del Poggi

Di grande effetto è la rampa che conduce alla chiesa di San Miniato e al suo cimitero monumentale, nelle cui vicinanze sorge il parco della Rimembranza, contraddistinto dal verde cupo dei cipressi e dal cippo in ricordo dei caduti.
Elemento centrale del progetto del Poggi fu il piazzale Michelangelo, concepito come una grandiosa terrazza panoramica su Firenze, con al centro una copia della statua del David di Michelangelo, posta su un basamento ornato da copie di statue michelangiolesche delle cappelle Medicee e da quattro lapidi con iscrizioni di Cesare Guasti.
Verso la collina Poggi realizzò la loggia, un edificio che doveva ospitare i calchi di opere michelangiolesche, venne invece declassato a caffè-ristorante.
Per assicurare l'accesso diretto al piazzale dalla città e contemporaneamente risolvere problemi di stabilità del terreno furono costruite le rampe che da porta San Niccolò, salgono sul fianco della collina.

## Toponomastica
Il viale dei Colli origina dal piazzale di Porta Romana (Firenze), accanto ai giardini ed all'istituto d'arte, con il nome di  viale Niccolò Machiavelli. Attraversa l'elegante rione di Bobolino, costeggiando l'omonimo giardino. Dopo un sistema di dolci risalite, all'incrocio con il viale Evangelista Torricelli, diventa  viale Galileo.
Il viale incrocia la via San Leonardo, ricca di antiche ville, che porta al forte di Belvedere. Lungo il viale si incontra l'Erta Canina, la splendida scalinata della chiesa di San Miniato al Monte e l'attiguo cimitero delle Porte Sante.
Prima del piazzale Michelangelo il viale si biforca. Proseguendo lungo il Piazzale il viale assume il nome di  Viale Michelangiolo, attraversando il giardino dell'Iris, la storica società sportiva degli A.S.S.I. (su un'ampia ansa della strada), terminando il percorso in piazza Francesco Ferrucci subito dopo la via dei Bastioni.
L'altro ramo, che costituisce l'antica passeggiata borghese progettata da Giuseppe Poggi, ne ha assunto il nome. Costituito da anse e tornanti sotto il piazzale Michelangelo, si ricongiunge alla via dei Bastioni alle Rampe sopra il rione di San Niccolò.

## Giardini e essenze arboree
Diverse sono le specie arboree utilizzate lungo il percorso del viale: lecci, bagolari, cipressi, robinie, cedri del Libano, pini, ginko biloba. Numerosi sono anche i cespugli sempreverdi di bordura come il tasso, l'alloro e la lentaggine e poco dopo il piazzale in direzione di piazza Ferrucci si possono ammirare alcuni esemplari di Sophora japonica.
Non previsti dal Poggi, ma attualmente esistenti, il giardino delle Rose e il giardino dell'Iris, sono simmetricamente posti in adiacenza al piazzale Michelangelo.

## Fonte
- Guido Carocci, Il Viale de' Colli, Firenze, Tipografia Cooperativa, 1872.
- Sito della Regione Toscana da cui è tratta la versione originale della voce in licenza GFDL (vedi autorizzazione).
- Tommaso Carrafiello, Il «Viale dei Colli» tra il crepuscolo di «Firenze capitale» e l'aurora della città borghese. La controversa edilizia per la sorgente del Pozzolino (1881-1892), in: "Bollettino della Società di Studi Fiorentini", 20 (2011, ma 2012)